# Parque de escultura

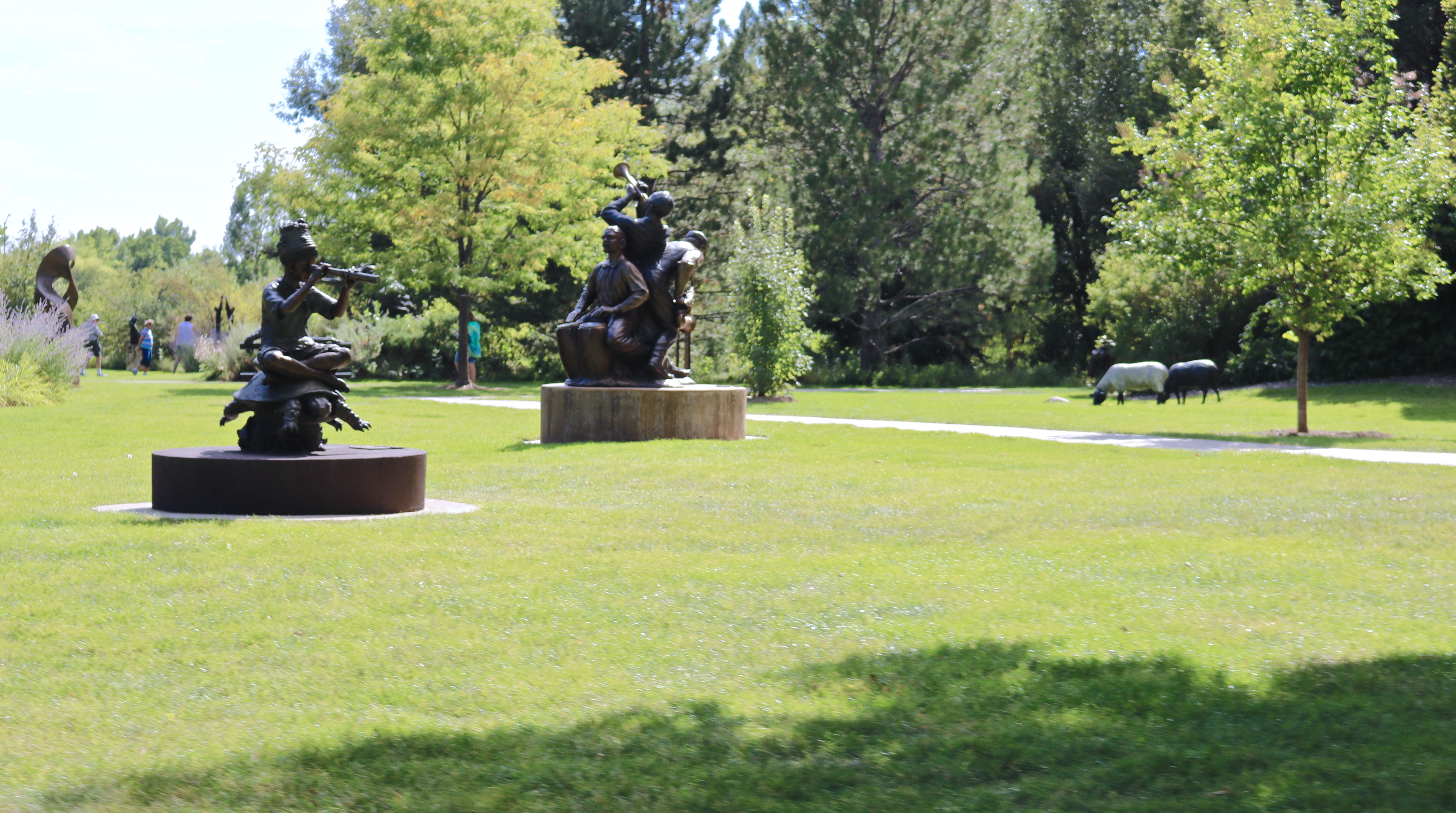
Parque de escultura de Benson, no Colorado, Estados Unidos.

Um parque de escultura é um espaço verde onde estão expostas esculturas ao ar livre.

Estes parques albergam obras de arte permanentes ou temporárias.

A chamada Land Art, também conhecida como Earth Art ou Earthwork, está por vezes exibida neste tipo de parques ou jardins.

Parques de escultura
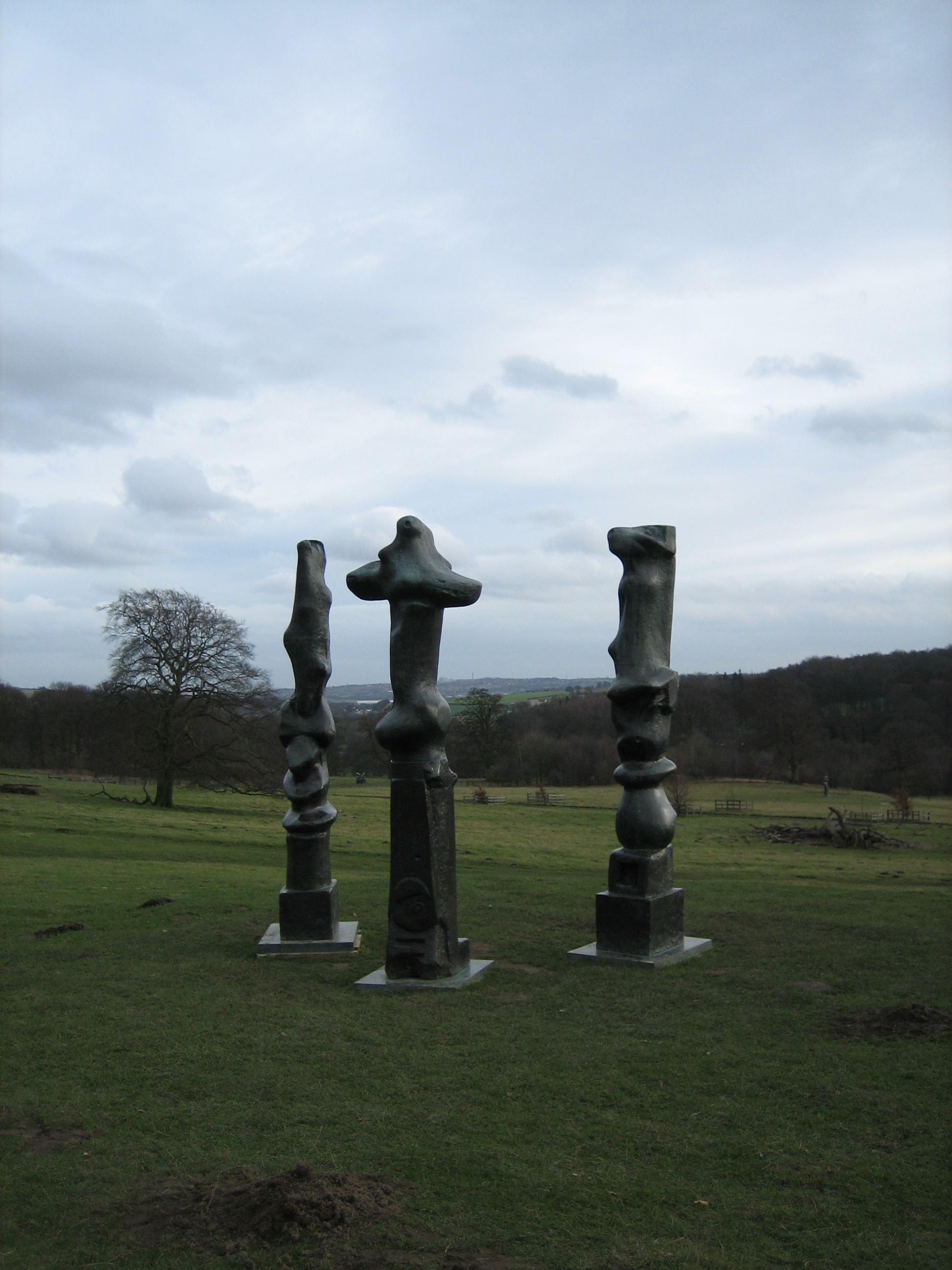
Parque de escultura de Yorkshire
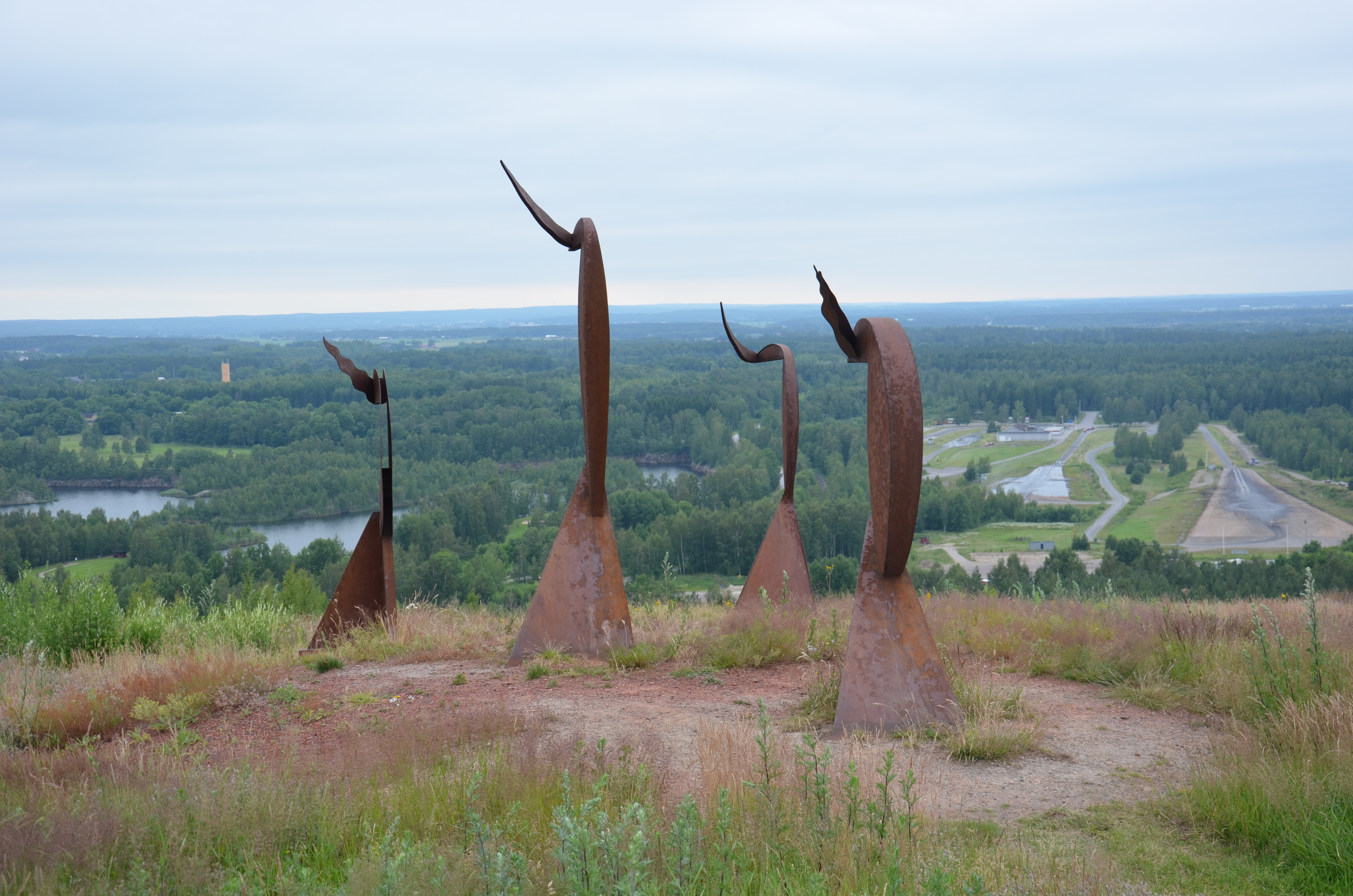
Parque de escultura Konst på Hög em Kvarntorpshögen, na Suécia
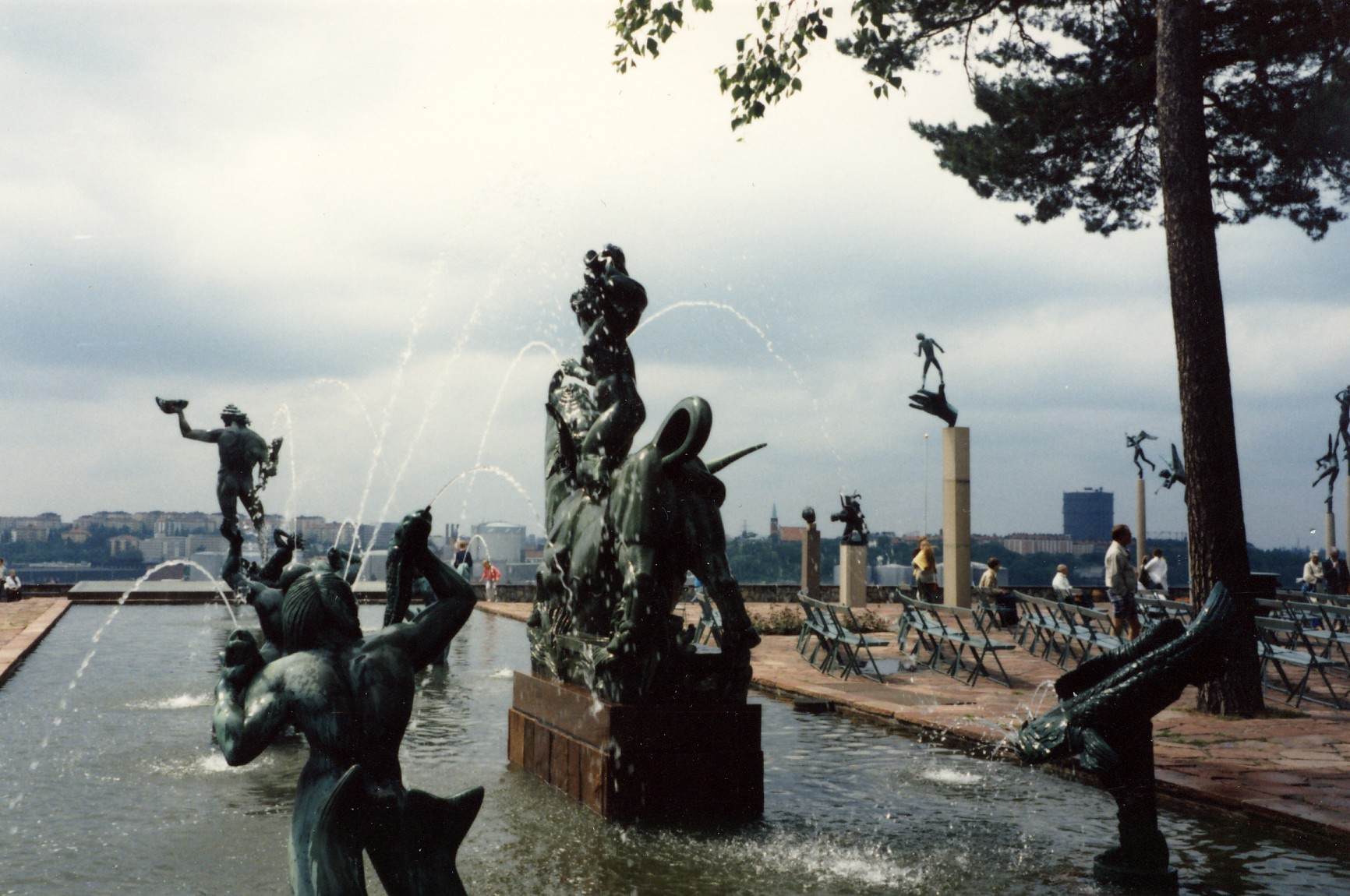
Parque de escultura da Galeria Milles em Lidingö, na Suécia
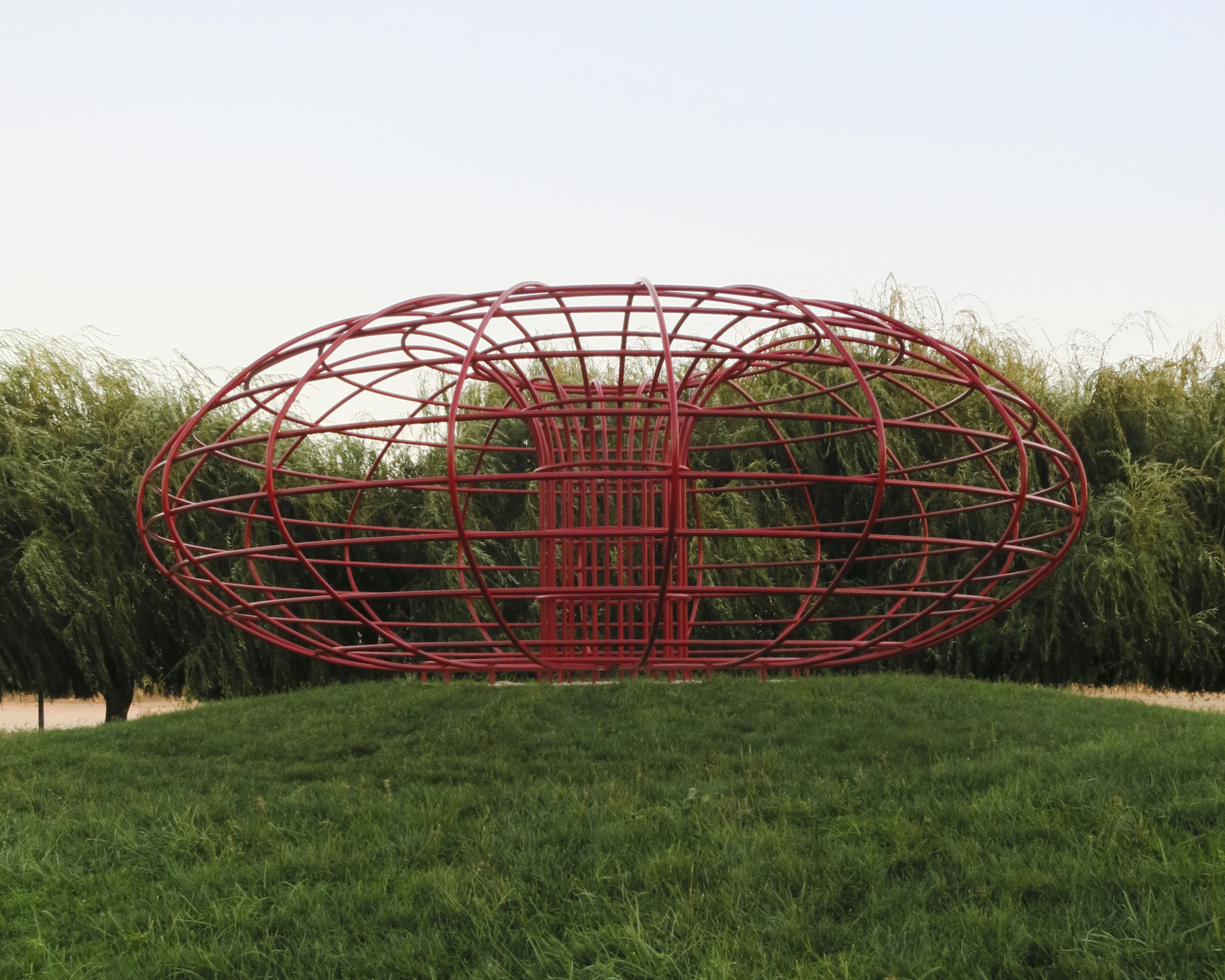
Parque de escultura contemporânea Almourol em Vila Nova da Barquinha, em Portugal
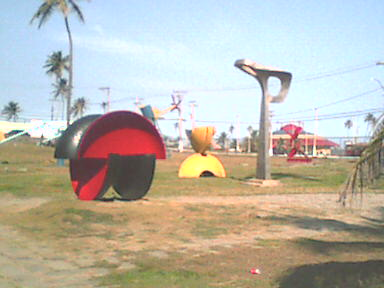
Parque das Esculturas do Espaço Mario Cravo no Parque Metropolitano de Pituaçu em Salvador, no Brasil.